# Герта Бойл
Гертруда Бойл, до шлюбу Ламфром (6 березня 1924 — 3 листопада 2019) — американська підприємиця, благодійниця й мемуаристка німецького походження. Очільниця Columbia Sportswear з 1970 до 1988, голова ради директорів компанії з 1983 до своєї смерті в 2019 році. Починаючи з 1980-х, з'являлася в серії рекламних оголошень Columbia Sportswear разом зі своїм сином Тімоті Бойлом, часто з гумором перевіряючи якість та довговічність їхньої продукції.

## Життєпис
Гертруда Ламфром народилася в німецькій єврейській родині в Аугсбурзі, Німеччина, дочкою Марі (до шлюбу Епштейн) і Пола Ламфрома. Її батько володів найбільшою фабрикою сорочок у Німеччині, поки її не захопили. Її мати була медсестрою під час Першої світової війни. У 1937, коли їй було 13 років, її родина втекла з нацистської Німеччини й іммігрувала до Портленда, штат Орегон, США; її бабуся, яка залишилася в Німеччині, померла в концтаборі. Коли сім'я приїхала, вона не розмовляла англійською. У 1938 році її батько позичив гроші у родича і купив Rosenfeld Hat Company, змінивши її назву на Columbia Hat Company (на честь річки). Вона відвідувала середню школу Гранта в Портленді, а пізніше здобула ступінь бакалавра соціології в Університеті Аризони.
У 1948 році Гертруда Ламфром одружилася з Джозефом Корнеліусом «Нілом» Бойлом, ірландським американцем з Пенсільванії, з яким познайомилася в коледжі в церкві всіх святих у Портленді, штат Орегон. Гертруда прийняла католицьку віру свого чоловіка. У них було троє дітей: Тімоті Бойл (1949 р.н.); Кеті Бойл (1952 р.н.); і Саллі Бойл (1958 р.н.). Станом на  2013, її син Тім був генеральним директором Columbia; Кеті — художниця та продавчиня нерухомості, а Саллі — співвласниця Moonstruck Chocolates, виробника висококласного шоколаду. Її чоловік Ніл помер у 1970 році і вона більше одружцвалась.
У 2010 році Гертруду Бойл зв'язав озброєний грабіжник у своєму будинку в Вест-Лінн, штат Орегон. Вона задіяла безшумну тривогу, яка сповістила поліцію, і грабіжника схопили.
3 листопада 2019 року Гертруда Бойл померла у медичній установі в Портленді у віці 95 років

## Кар'єра
У 1964 році батько Гертруди Бойл помер, а її чоловік Ніл Бойл очолив його компанію; він вирішив урізноманітнити капелюшний бізнес верхнім одягом для мисливців, рибалок, лижників. У 1960 році назва компанії була змінена на Columbia Sportswear. У 1970 році чоловік помер у 47 років від серцевого нападу, і Гертруда Бойл очолила компанію з річним прибутком в 800 000 доларів. Компанія боролася з банкрутством, поки в 1970-х Бойл із сином Тімоті не переорієнтували бізнес на верхній та повсякденний одяг. У 1975 році вони були першою компанією, яка представила парки Gore-Tex.
У 1983 році Бойл стала головою ради директорів Columbia (посада, яку вона обіймала 36 років, аж до своєї смерті).
Гертруда Бойл почала зніматися в рекламі компанії в 1984 році У рекламі вона грає Ма Бойл, яка є «одною жорсткою мамою» і використовує свого сина як тестовий манекен для нових продуктів. У 1986 році вони випустили Bugaboo, куртку з підкладкою на блискавці, яка стала досить модною і дала компанії змогу розвиватися. Columbia була унікальною серед виробників спеціального одягу тим, що продавала свою продукцію будь-якому роздрібному магазину чи мережі. У 1987 році продажі Columbia мали 18,8 мільйона доларів, а до 1997 року вони зросли до 353,5 мільйона доларів. Компанія стала публічною в 1998 році.
Гертруда Бойл пішла з посади президента компанії в 1988 році, передавши кермо своєму синові Тіму, але залишилася головою ради директорів.

## Філантропія
У 1995 році Бойл спорядила збірну США Спеціальної Олімпіади на Всесвітні ігри. Вона пожертвувала гонорари зі своєї автобіографії One Tough Mother на Спеціальну Олімпіаду та призначених судом спеціальних адвокатів для дітей. У 2010 році вона перевела на кафедру фундаментальних наук Гільдегард Лемфом у співпраці з Інститутом раку Найта в Університеті охорони здоров'я та науки Орегона 2,5 мільйона доларів, які відзначили її сестру Гільдегард, першу молекулярну біологиню, яка померла від пухлини мозку в 1984 році. У 2014 році Бойл пожертвувала 100 доларів мільйона Інституту раку Найта.

## Нагороди та відзнаки
- 1992 Inc. Magazine — Північно-Західний підприємець року
- 1998 Золота пластина Американської академії досягнень[16]
- 2003 Зал слави Національної асоціації спортивних товарів[17]
- Кубок ISPO 2018[18]